# 로런 포프
로런 포프(Lauren Pope, 1982년 9월 29일 ~ )는 잉글랜드의 방송 유명인, DJ, 음악 프로듀서이다.